# 足助重之
足助 重之（あすけ しげゆき、1977年10月13日 - ）は、大阪府出身のゲームクリエイター。任天堂情報開発本部制作部のディレクター。ニンテンドーDSやWiiのNew スーパーマリオシリーズのディレクターとして知られる。

## 経歴
京都工芸繊維大学卒業後、2001年に任天堂に入社。『スーパーマリオサンシャイン』で数名とアシスタントディレクションを担当した後、『スーパーマリオアドバンス4』でコース制作を担当。
その後、2006年にニンテンドーDSソフト『New スーパーマリオブラザーズ』で初の単独でのディレクション業を行う。20代でのディレクション作品となる。2009年にはWiiソフト『New スーパーマリオブラザーズ Wii』を送り出し、両作品ともに記録的な売り上げを記録し、高い評価を得る。

## 作品
- ルイージマンション：デバッグサポート
- ピクミン：デバッグサポート
- スーパーマリオサンシャイン：アシスタントディレクション
- スーパーマリオアドバンス3：マップサポート
- スーパーマリオアドバンス4：マップディレクション
- キャッチ!タッチ!ヨッシー!：マップ&レベルデザインディレクション
- New スーパーマリオブラザーズ：ディレクション
  - New スーパーマリオブラザーズ Wii：ディレクション
  - New スーパーマリオブラザーズ U：プランニング
- Wiiでやわらかあたま塾：アシスタントディレクション
- ゼルダの伝説 スカイウォードソード：「封印の地」レベルデザイン
- スプラトゥーン：プランニング